# Johann Jakob Reichard
Johann Jakob (Jacob) Reichard (7 de agosto de 1743 - 21 de enero de 1782 ) fue un botánico, micólogo, briólogo, pteridólogo, y algólogo alemán. Fue editor de varias obras del genial Linneo.

## Algunas publicaciones

### Libros
- 1768. De Peruviani corticis in plurium generum febribus exhibendi opportunitate. Ed. Göttingen. 56 pp.

- 1772. Flora moeno-francofurtana enumerans stirpes circa Francofurtum d Moenum crescentes secundum methodum sexualem dispositas ... Ed. Typis H. L. Broenner

- carl von Linné, johann jakob Reichard. 1779. Caroli a Linné systema plantarum secundum classes, ordines, genera, species: cum characteribus, differentiis, nominibus trivialibus, synonymis et locis natalibus. Ps. 1. Ed. Varentrapp & Wenner. 778 pp.

- 1782. Enumeratio stirpi horti botanici senckenbergiani. 68 pp.

- 1782. Sylloge opusculorum botanicorum cum adjectis annotationibus, Parte 1. 182 pp. en línea Reimpreso por Kessinger Publish. 190 pp. ISBN 110494135X
- carl von Linné, johann jakob Reichard. 1787. The families of plants: with their natural characters, according to the number, figure, situation, and proportion of all the parts of fructification. Translated from the last ed. (as published by Dr. Reichard) of the Genera plantarum, and of the Mantissae plantarum of the elder Linneus, and from ...(Las familias de plantas: con sus caracteres naturales, de acuerdo con el número, figura, situación, y la proporción de todas las partes de la fructificación. Traducido de la última ed. (según lo publicado por el Dr. Reichard), del Genera plantarum, y del plantarum Mantissae del Linneo mayor, y de ...) Ed. J. Jackson. 840 pp.

- 1795. Physiologie und Pathologie der Pflanzen. Ed. Wappler. 157 pp. en línea

## Honores

### Epónimos
- (Asteraceae) Reichardia Roth[1]

- La abreviatura «Reichard» se emplea para indicar a Johann Jakob Reichard como autoridad en la descripción y clasificación científica de los vegetales.[2]